# Пестрянка глазчатая
Пестря́нка глазчатая или пестрянка краинская, пестрянка эспарцетовая, пестрянка астралаговая (лат. Zygaena carniolica) — вид бабочек, из семейства Пестрянки.

## Описание
Длина переднего крыла 14—16 мм. Размах крыльев 25—35 мм. Передние крылья синевато-чёрные с шестью красными пятнами, окруженными жёлтыми ободками. Задние крылья красного цвета с чёрной каймой. Наружное пятно часто в форме полумесяца. Брюшко чёрно-синее, с красным пояском.
Гусеница светло-зелёного цвета с рядом треугольных чёрных пятен по бокам тела. Куколка чёрно-бурого цвета с зеленоватым брюшком, в яйцевидном коконе белого либо жёлтоватого цвета.

## Биология
Время лёта в июне — июле. Зимует гусеница. Окукливание в мае-июне.

## Ареал
Западноевразийский степной вид, который доходит на востоке до Южной Сибири.
Австрия, Албания, Бельгия, Болгария, Венгрия, Германия, Испания (материковая часть), Италия, Крит, Латвия, Люксембург, Польша, Румыния, Сицилия, Словакия, Европейская часть России, Европейская часть Турции, Чехия, Швейцария, Андорра, Беларусь, Босния и Герцеговина, Греция (материковая часть), Додеканесские острова, остров Крит, Македония, Молдова, Монако, Румыния, Сан-Марино, Северные Эгейские острова, Словения, Украина, Франция (материковая часть), Хорватия, Кикладские острова.
На территории России вид отмечен в следующих регионах: Волго-Донский, Восточно-Кавказский, Горно-Алтайский, Европейский Центрально-Чернозёмный, Европейский Центральный, Западно-Кавказский, Красноярский, Предалтайский, Средне-Волжский, Среднеобский, Тувинский, Южно-Западносибирский, Южно-Уральский.

## Кормовые растения гусениц
Гусеницы кормятся на различных бобовых: язвенник (Anthyllis), Dorycnium, лядвенец, копеечник, Onobrychis.

## Подвиды
- Zygaena carniolica carniolica
- Zygaena carniolica albarracina Staudinger, 1887
- Zygaena carniolica amanda Reiss, 1921
- Zygaena carniolica amistosa Aistleitner & Lencina Gutierrez, 1995
- Zygaena carniolica apennina Turati, 1884
- Zygaena carniolica berolinensis Lederer, 1853
- Zygaena carniolica cruenta (Pallas, 1773)
- Zygaena carniolica demavendi Holik, 1936
- Zygaena carniolica descimonti Lucas, 1959
- Zygaena carniolica diniensis Herrich-Schaffer, 1852
- Zygaena carniolica flaveola (Esper, 1786)
- Zygaena carniolica graeca Staudinger, 1870
- Zygaena carniolica hedysari (Hübner, 1796)
- Zygaena carniolica leonhardi Reiss, 1921
- Zygaena carniolica magdalenae Abeille, 1909
- Zygaena carniolica modesta Burgeff, 1914
- Zygaena carniolica moraulti Holik, 1938
- Zygaena carniolica piatkowskii de Freina, 2006
- Zygaena carniolica rhaeticola Burgeff, 1926
- Zygaena carniolica roccii Verity, 1920
- Zygaena carniolica siciliana Reiss, 1921
- Zygaena carniolica virginea (Muller, 1766)
- Zygaena carniolica wiedemannii Menetries, 1839